# Kandis (Band)

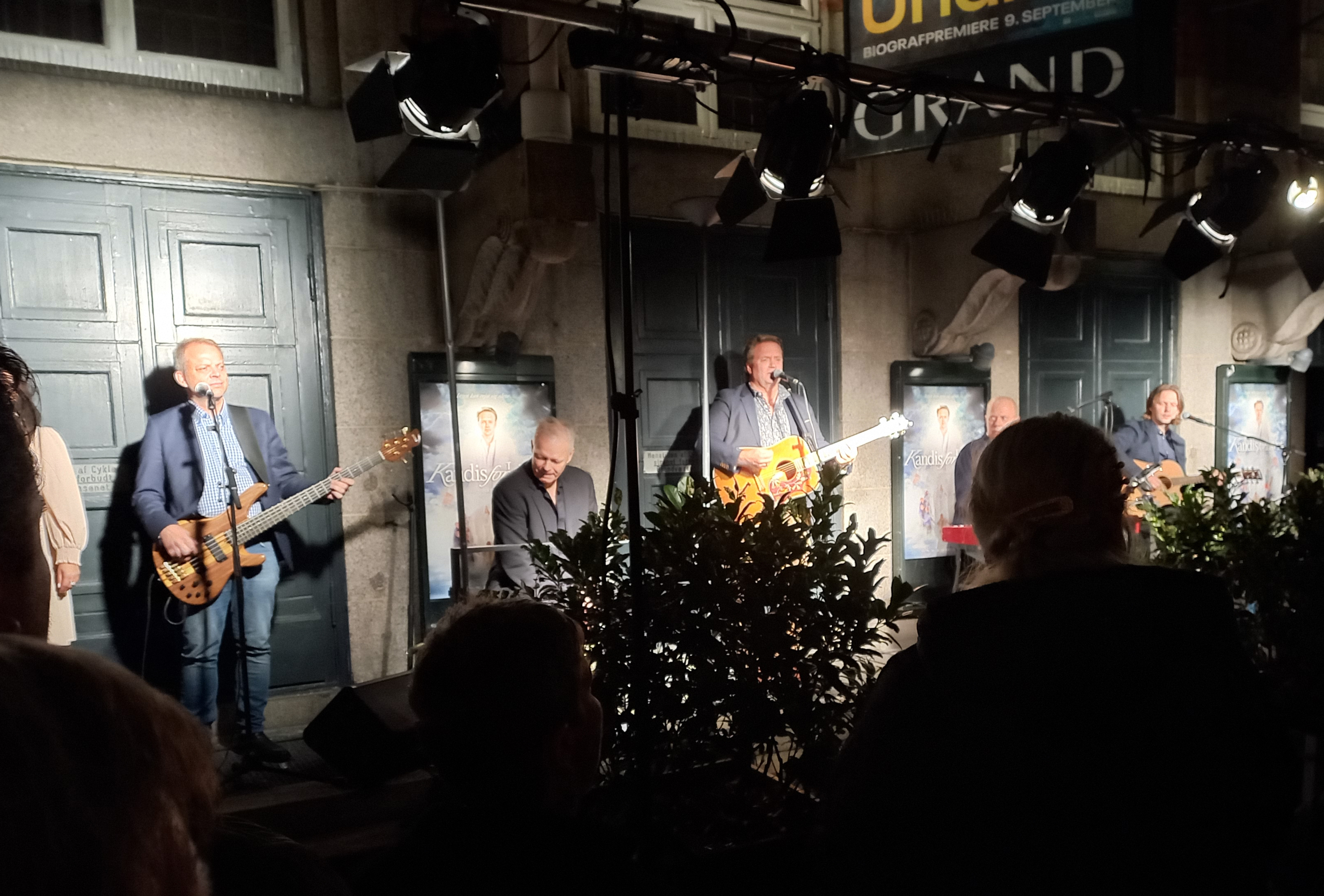
Kandis (2021)

Kandis ist eine dänische Dansband, die seit 1989 besteht.

## Geschichte
Die Band gründete sich als typische Tanzmusik-Band nach dem Vorbild der schwedischen Gruppe Vikingarna. Auf den Alben von Kandis gibt es Eigenkompositionen und internationale Coversongs mit dänischem Text. Ab 2002 wurden regelmäßig die LP-Charts erreicht, dabei mehrmals Platz 1. Im Lauf der Jahre ist der Sound moderner geworden, mit einem großen Einfluss von aktueller Popmusik oder Schlager.

## Diskografie

### Alben
- 1990: Kandis 1
- 1991: Kandis 2
- 1992: Kandis 3
- 1993: Kandis 4
- 1995: Kandis 5
- 1996: Kandis 6
- 1998: Kandis 7
- 2000: Kandis 8

| Jahr | Titel                                   | Höchstplatzierung, Gesamtwochen, AuszeichnungChartsChartplatzierungen (Jahr, Titel, Platzierungen, Wochen, Auszeichnungen, Anmerkungen) | Anmerkungen                              |
| Jahr | Titel                                   | DK | Anmerkungen                              |
| ---- | --------------------------------------- | --- | ---------------------------------------- |
| 2002 | Kandis 9                                | DK4 (6 Wo.)DK |                                          |
| 2003 | Kandis 10                               | DK2 (9 Wo.)DK |                                          |
| 2004 | Kandis Live                             | DK2 (13 Wo.)DK |                                          |
| 2005 | Kandis 11                               | DK6 Platin · (7 Wo.)DK |                                          |
| 2007 | Gold 2                                  | DK2 (8 Wo.)DK |                                          |
| 2008 | Kandis 12                               | DK1 Platin · (10 Wo.)DK |                                          |
| 2009 | Kandis Live 2 – 20 års jubilæumsshow    | DK1 Gold · (17 Wo.)DK |                                          |
| 2009 | Kandis                                  | DK32 (1 Wo.)DK | 10-CD-Box                                |
| 2009 | Kandis 13                               | DK5 (9 Wo.)DK |                                          |
| 2010 | De bedste julehilsner                   | DK5 (6 Wo.)DK | Erstveröffentlichung: 12. November 2010  |
| 2011 | Kandis 14                               | DK1 Platin · (13 Wo.)DK | Erstveröffentlichung: 26. September 2011 |
| 2012 | Kandis 15                               | DK2 Gold · (24 Wo.)DK | Erstveröffentlichung: 26. Oktober 2012   |
| 2013 | Kandis 25 års jubilæum                  | DK3 Platin · (24 Wo.)DK |                                          |
| 2014 | Kandis 16                               | DK1 Platin · (13 Wo.)DK | Erstveröffentlichung: 27. Oktober 2014   |
| 2015 | Sommerdansen 2015                       | DK8 (12 Wo.)DK | Erstveröffentlichung: 22. Mai 2015       |
| 2016 | Liebesgrüße aus Dänemark                | DK33 (1 Wo.)DK | Erstveröffentlichung: 25. März 2016      |
| 2016 | Kandis 17                               | DK3 Gold · (7 Wo.)DK | Erstveröffentlichung: 11. November 2016  |
| 2017 | Sommerdansen 5                          | DK7 (3 Wo.)DK | Erstveröffentlichung: 26. Mai 2017       |
| 2018 | Kandis 18                               | DK2 (7 Wo.)DK | Erstveröffentlichung: 26. Januar 2018    |
| 2018 | Sommerdansen 6                          | DK40 (2 Wo.)DK | Erstveröffentlichung: 8. Juni 2018       |
| 2019 | Jubilæum – 30 år 1989–2019              | DK14 (1 Wo.)DK | Erstveröffentlichung: 1. März 2019       |
| 2019 | Kandis 19 – Latest & Greatest           | DK3 (6 Wo.)DK | Erstveröffentlichung: 15. November 2019  |
| 2020 | Kandis 20                               | DK3 (7 Wo.)DK | Erstveröffentlichung: 5. November 2020   |
| 2021 | Kandis 21                               | DK4 (6 Wo.)DK | Erstveröffentlichung: 15. November 2021  |
| 2023 | Kandis 22                               | DK2 (4 Wo.)DK | Erstveröffentlichung: 27. März 2023      |
| 2024 | 35 års jubilæums tour – Live In Concert | DK7 (1 Wo.)DK | Erstveröffentlichung: 22. März 2024      |

### Singles
- 2001: Lonnie Fra Berlin (DK: Gold)